# Schuss in der Nacht – Die Ermordung Walter Lübckes
Schuss in der Nacht – Die Ermordung Walter Lübckes ist ein deutscher Fernsehfilm von Raymond Ley aus dem Jahr 2020. Das Dokudrama, mit Robin Sondermann, Joachim Król und Katja Bürkle in den Hauptrollen, thematisiert und rekonstruiert die Ermordung des Kasseler Regierungspräsidenten Walter Lübcke im Jahr 2019 und wurde am 4. Dezember 2020 auf Das Erste erstmals im Fernsehen ausgestrahlt.

## Handlung
Der rechtsextreme Täter Stephan Ernst legt ein umfassendes Geständnis vor der Polizei ab. So war er von einer Rede von Walter Lübcke bei einer Bürgerversammlung schockiert. Dieser wurde damals massiv von rechtsgerichteten Störern attackiert und sprach eine Gegenrede aus, die sich später im Internet verbreitete. Im Laufe der Zeit steigerte sich der spätere Täter immer mehr in Hass und Wahnvorstellungen hinein, sah eine „Überfremdung“ und „kommende Bürgerkriege auf deutschem Boden“. Lübcke identifizierte er als Ursprung allen Übels. Im Schützenverein besorgte sich Stephan Ernst eine Waffe bei seinem Kollegen Markus H. und suchte das Wohnhaus Lübckes heimlich mehrmals auf. Am Abend der Kirmes näherte er sich schließlich dem sitzenden Lübcke von hinten und erschoss ihn.
Im Film kommen auch ehemalige Kollegen und Freunde zu Wort, die Lübcke stets als engagierten Politiker und Bürger erlebten. Sie sagen dabei noch einmal den berühmten Satz aus der Bürgerversammlung auf: „Da muss man für Werte eintreten, und wer diese Werte nicht vertritt, der kann jederzeit dieses Land verlassen, wenn er nicht einverstanden ist. Das ist die Freiheit eines jeden Deutschen.“

## Hintergrund
Die Dreharbeiten zu Schuss in der Nacht – Die Ermordung Walter Lübckes fanden im Zeitraum vom 1. Juni bis zum 31. August 2020 unter dem Arbeitstitel Kopfschuss – Tödlicher Hass statt. Der Film ist eine Gemeinschaftsproduktion der AVEpublishing in Co-Produktion mit dem HR, dem NDR, dem SWR, sowie dem RBB und wurde gefördert von der HessenFilm und Medien.

## Rezeption

### Kritik
Tilmann P. Gangloff analysierte den Film für die Frankfurter Rundschau und wertete: „Raymond Ley ist einer der profiliertesten Regisseure im Genre des Dokudramas. […] Kaum jemand versteht es so vortrefflich wie Ley, dokumentarische Elemente mit Spielszenen zu kombinieren und daraus einen ganz eigenen Reiz entstehen zu lassen. Im Grunde entspricht seine Arbeit in ‚Schuss in der Nacht‘ (ARD) der eines klassischen Ermittlers: Er sammelt Puzzleteile. Dabei enthält er sich in der Regel eines eigenen Kommentars; das Gesamtbild entsteht im Kopf des Zuschauers. In diesem Fall ist das anders. Der Film kann nicht verhehlen, dass das Ehepaar Ley, dessen Drehbuch auf einer Vorlage von Dirk Eisfeld basiert, offenkundig die Empörung vieler Menschen teilt: über das Attentat auf Lübcke natürlich, aber auch über die hessischen Staatsorgane.“
Bei der Süddeutschen Zeitung urteilte Joachim Käppner: „Die fiktionalen Szenen […] sind psychologisch dicht gemacht, was auch dem Schauspielteam zu verdanken ist, mit Joachim Król und Katja Bürkle als Ermittlerduo und Robin Sondermann als Tatverdächtigem. Seine Worte, Sätze, Reaktionen lassen frösteln, gezeigt wird ein Mann, der in einer eigenen, Moral und Vernunft nicht mehr zugänglichen Welt zu leben scheint. […] Der Schrecken des Terrors, der die Mitte der Gesellschaft trifft: Dies zu schildern, gelingt dem Film eindrucksvoll. Dennoch bleibt ein Gefühl des Unbehagens, und das liegt nicht an der ausgezeichneten, ohne falsches Pathos auskommenden Inszenierung von Regisseur Raymond Ley: Fiktion, selbst eine so eng an den Erkenntnissen aus dem Verfahren angelehnte Fiktion wie diese, ist eben nicht Realität. Zusammen mit dem wirklich dokumentarischen Teil des Films entwickelt sie aber einen suggestiven Sog, als sei hier alles Fakt; dass so ‚ein völlig neues Bild der Ereignisse‘ entstanden ist (ARD-Eigenwerbung), mag ein wenig viel des Eigenlobs sein. Die Wahrheitsfindung obliegt dem Gericht, nicht dem Fernsehen. Es hätte nicht geschadet, mit dieser Sendung zu warten, bis die Justiz des Rechtsstaates ein Urteil gesprochen hat.“
René Martens schrieb für Zeit Online: „Der Tat und ihrer Geschichte nähert sich Raymond Ley in Form eines Dokudramas, also einer Mischung aus fiktionalen und non-fiktionalen Elementen. […] Ley, gemeinsam mit seiner Frau Hannah auch für das Drehbuch verantwortlich, zeichnet darüber hinaus Sittenbilder jener Milieus, denen sich Stephan E. zugehörig fühlte. […] Das ist pures Dokumentaristen-Gold, das Ley da präsentiert. […] Wie Joachim Król in der Rolle des knorrigen, unkorrumpierbaren Ermittlers Bartels den Autoritäten des Staatsapparats Kontra gibt (auch eine Staatsanwältin gehört dazu), erinnert stark an die Konstellationen in Tatort-Filmen, nicht nur, weil Król in der Krimireihe einst als Kommissar zu sehen war. So trägt Ley dazu bei, dass er mit seinem Stoff auch ein anderes Publikum erreicht als vielleicht mit einem 90-minütigen Dokumentarfilm, der sich mit den Bildern, die er gedreht hat, auch gut hätte produzieren lassen können.“
Die Kritiker der Fernsehzeitschrift TV Spielfilm zeigten mit dem Daumen nach oben und fassten zusammen: „Das emotionale Dokudrama ‚Schuss in der Nacht‘ erzählt den Angriff auf Lübcke sowie alle Hintergründe der Tat anhand von szenischem und dokumentarischem Material. Im Fokus der Spielszenen ist der mutmaßliche Täter Stephan Ernst und sein erstes Geständnis, das er später widerruft. Auch Wegbegleiter Walter Lübckes kommen in Interviews zu Wort.!“.

### Einschaltquoten
Die Erstausstrahlung von Schuss in der Nacht – Die Ermordung Walter Lübckes am 4. Dezember 2020 wurde in Deutschland von 0,88 Millionen Zuschauern gesehen und erreichte einen Marktanteil von 3,9 % für Das Erste.